# Kopanisti
Il Kopanisti Mykonou (greco: Κοπανιστή Μυκόνου) è un formaggio greco salato e aromatico a cui è stata riconosciuta la protezione della designazione d'origine (PDO) e si produce da più di 300 anni principalmente nell'isola cicladica di Mykonos, in Grecia, nel mare Egeo. Deve il suo sapore piccante particolare ai sottoprodotti della crescita di microrganismi (muffe e lieviti) e in certi casi è chiamato il "Roquefort greco" nonostante le differenze con il formaggio francese cui viene accostato.

## Etimologia
"Kopanisti" in greco è usato per descrivere qualcosa che è stato sbattuto (dal verbo κοπανάω ovvero "sbattere forte"). Nel caso del formaggio Kopanisti questo richiamo si riferisce al fatto che questo è quello che prevede la tecnica di preparazione. In Grecia si ottiene dalla lavorazione del latte di vacca, di pecora o di capra o anche da una miscela di questi.

## Preparazione
La preparazione del Kopanisti Mykonou prevede l'utilizzo di colture microbiche artigianali, selezionate con il tempo grazie alla pratica di riutilizzare gli avanzi della preparazione precedente per inoculare la produzione del giorno. Inizialmente in latte è riscaldato a 28-30 °C con di un lievito, fino a quando coagula, in un paio d'ore. Dopo la coagulazione, la massa è lasciata nel contenitore per 20-24 ore, previa aggiunta di abbondante sale (500 g per 10 kg). In questa fase il formaggio deve liberarsi dell'umidità eccessiva, il produttore lo lavora a mano ogni ora per le prime 24 ore, in modo da distribuire in tutta la massa fungina che si forma in superficie e che dà il sapore caratteristico al formaggio. Al termine di questa fase, il formaggio è avvolto in teli di cotone e piazzato in un contenitore con una pietra sovrapposta in modo da facilitare l'eliminazione di altro liquido. Il formaggio rimane avvolto nel telo per una settimana. Nel periodo successivo, i formaggi sono trasferiti in contenitori di terracotta dove competano la fermentazione  per 30-40 giorni con rimescolamenti successivi ogni 10 giorni. I rimescolamenti sono necessari in quanto muffe e lieviti crescono solo in presenza di ossigeno e quindi si sviluppano solo in superficie, mentre una caratteristica di questo prodotto è quella di avere una diffusione omogenea del sapore e non solo nei pressi della crosta superficiale.

## Consumo
La forma di consumo  più popolare è quella di servirlo in una preparazione chiamata "mostra", che unisce pane secco, kopanisti, pomodori in pezzi e olio di oliva. Gli abitanti di Mykonos lo usano anche nel meze accompagnato dall'ouzo.